# Eurosport 2
 (mai 2018).
Eurosport 2 est une chaîne de télévision thématique française consacrée au sport, déclinée de la chaîne sportive pan-européenne Eurosport 2.

## Histoire de la chaîne
Le 10 janvier 2005, le Groupe TF1 lance Eurosport 2 dans 45 pays européens comme canal de complément à Eurosport permettant ainsi de diffuser plusieurs évènements sportifs en direct en parallèle.
La version française d'Eurosport 2 est lancée le 30 avril 2005 sur TPS et Numericable. À la suite de la fusion de TPS et Canalsat, la chaîne arrive sur Canalsat.
Les 2 et 3 février 2012, la chaîne arrive sur les opérateurs ADSL.
Le 26 février 2015, la chaîne redevient une exclusivité Canalsat et quitte les opérateurs ADSL.
À partir du 10 août 2015, Eurosport 2 n'est plus disponible sur le bouquet câblé Numericable.
Les chaînes Eurosport ne sont plus diffusées en exclusivité sur Canal+ depuis fin 2020. Elles sont désormais diffusées sur les canaux 55 et 56 des offres Bouygues Telecom, SFR (canal 133) et Orange, marquant la fin de l'exclusivité Canal+.

## Identité visuelle

### Logos

Logo d'Eurosport 2 du 30 avril 2005 au 4 avril 2011.
Logo d'Eurosport 2 du 5 avril 2011 au 12 novembre 2015.
Logo d'Eurosport 2 du 13 novembre 2015 au 10 janvier 2022.
Logo d'Eurosport 2 depuis le 11 janvier 2022.

### Logos (HD)

Logo de Eurosport 2 HD France de 2012 au 13 novembre 2015.
Logo de Eurosport 2 HD France du 13 novembre 2015 au 10 janvier 2022.

## Organisation

### Dirigeants
Président-Directeurs généraux :
- Laurent-Éric Le Lay : 30 avril 2005 - 1er juin 2013
- Philippe Denery : depuis le 1er juin 2013

Directeurs généraux :
- Patrick Goddet : 30 avril 2005 - 31 août 2010
- Jean-Thierry Augustin : depuis le 1er juin 2013

Directeur général adjoint :
- Arnaud Simon : depuis le 1er septembre 2010

Directeurs de la rédaction :
- Patrice Dumont : 30 avril 2005 - 31 mars 2008
- Christophe Jammot : 31 mars 2008 - 1er décembre 2012
- Jérôme Papin :

### Journalistes

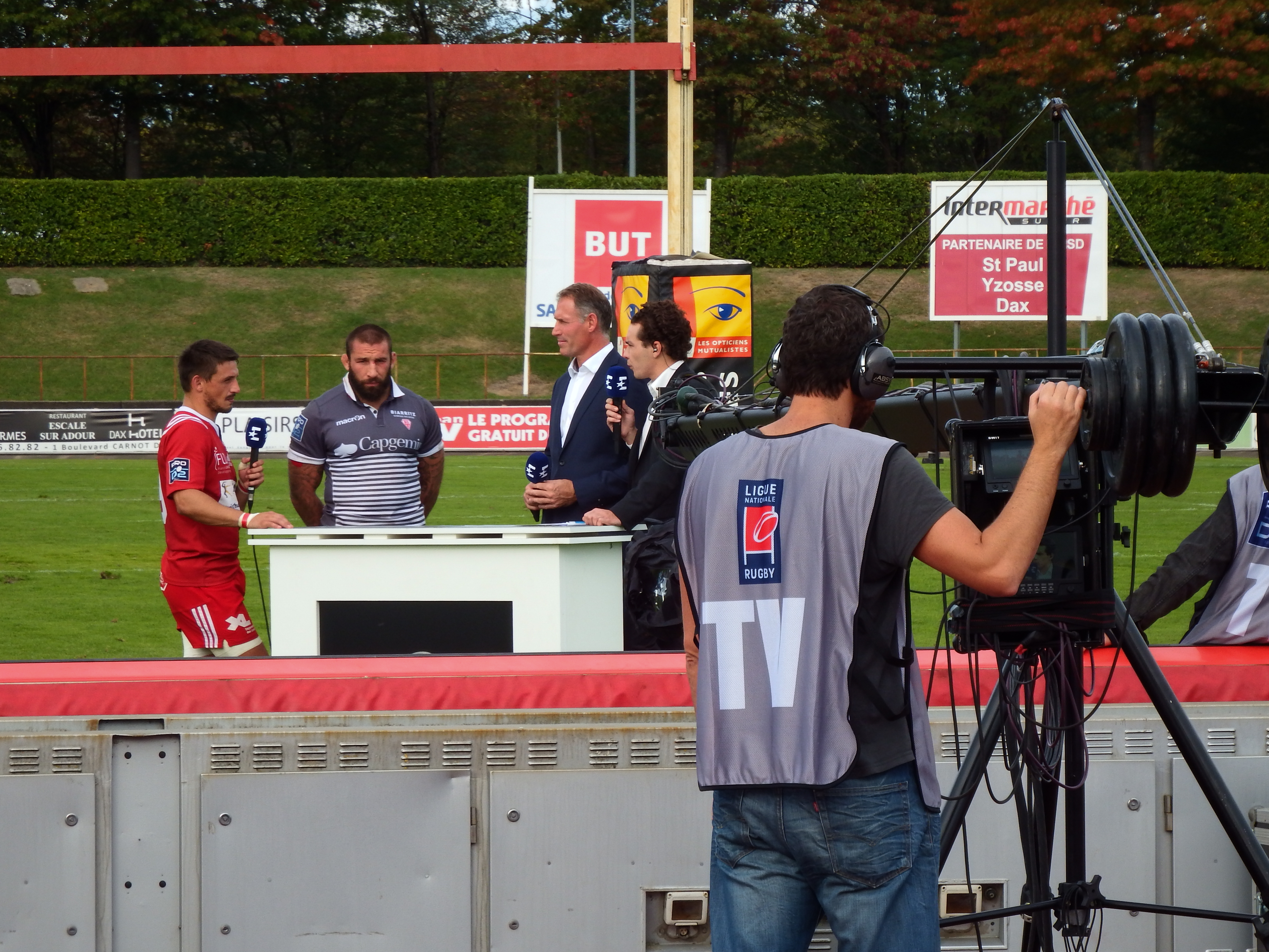
Tournage de l'émission Au contact pour Eurosport 2, sur le bord du terrain après la rencontre entre l'US Dax et le Biarritz olympique pour le compte de la 8e journée de Pro D2 2016-2017.

### Capital
Eurosport 2 France est détenue à 100 % par Discovery Networks International France, filiale de Discovery Communications depuis juillet 2015.

### Siège

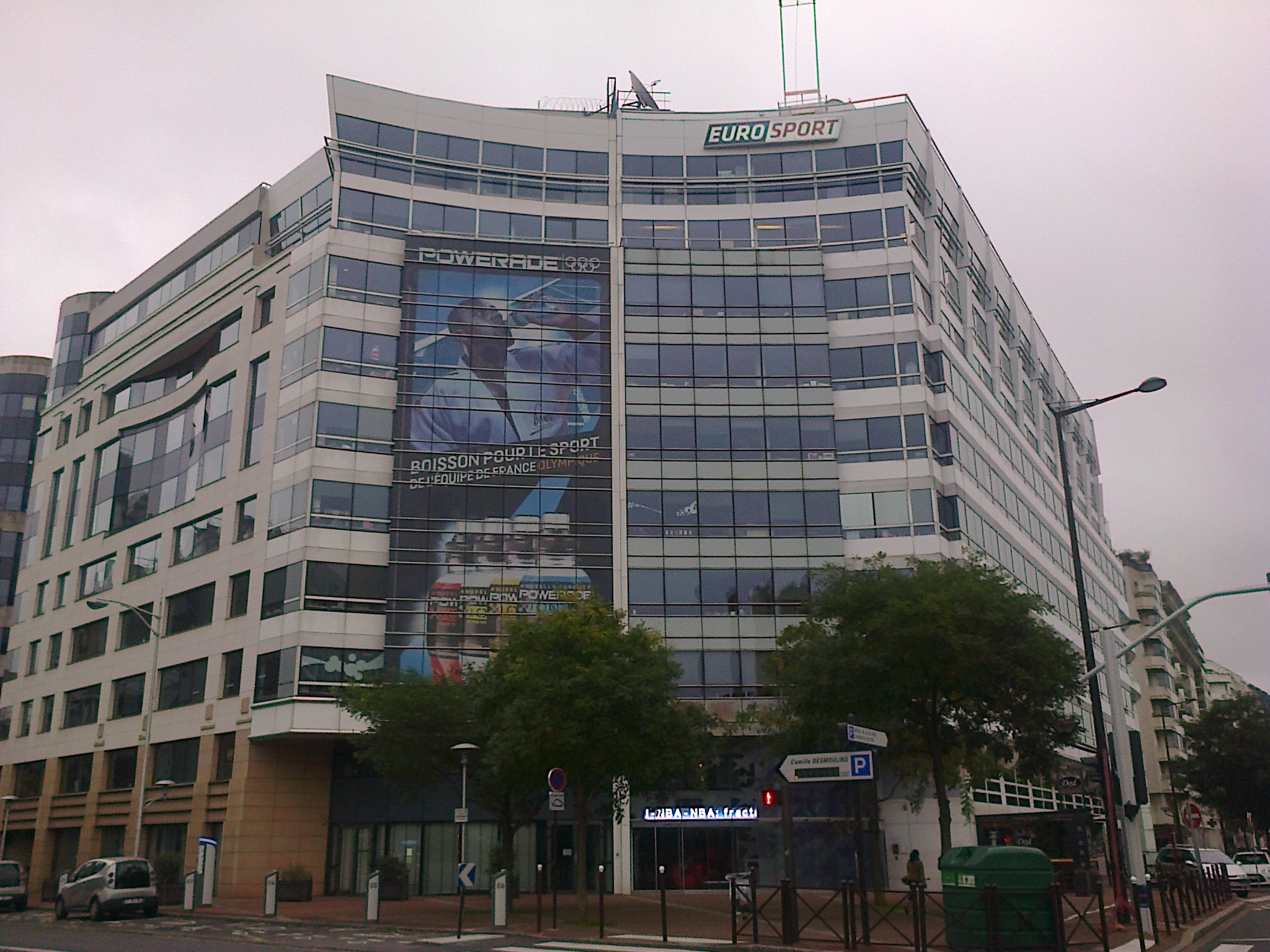
Siège de la chaîne à Issy-les-Moulineaux

Le siège d'Europort 2 France est installé à Issy-les-Moulineaux dans les Hauts-de-Seine dans un immeuble qui est aussi le siège du groupe Eurosport.

## Programmes
À l’origine, Eurosport 2 France est entièrement consacrée aux sports nouvelle génération, en complément d'Eurosport 1.
Eurosport 2 France a ensuite tendance à diffuser les mêmes compétitions sportives que Eurosport 1 ; parmi les spécificités de la chaîne, on retrouve entre autres des compétitions nationales telles la Pro D2 de rugby (jusqu'en 2020) et la Coupe de France de football.

## Diffusion
Eurosport 2 France est diffusée par câble jusqu'au 10 août 2015 (Numéricâble) et IPTV en France, en Belgique (Numéricâble Belgique, Telenet...), en Suisse romande et à Monaco. Elle est aussi diffusée par satellite au sein de Canalsat.
Du 2 janvier 2012 pour SFR, puis le 3 janvier pour Orange et Bouygues Telecom au 26 février 2015, Eurosport 2 France est diffusée sur les bouquets optionnels des offres ADSL. Aucune date n'a été annoncée pour une arrivée sur les bouquets Free. Mais à l'inverse, alors que la chaîne a quitté tous les opérateurs ADSL et même le câble, les abonnés Freebox Révolution peuvent recevoir la chaîne depuis le 27 septembre 2016 pour seulement 2 € avec TV par Canal Panorama.
Eurosport 2 France HD a commencé à émettre en haute définition à partir de fin 2012 sur le bouquet Canalsat.
L'exclusivité avec Canal+ pour les chaînes Eurosport s'est terminée fin 2020. Les chaînes Eurosport 1 et Eurosport 2 sont diffusées sur les canaux 55 et 56 du réseau Bouygues Telecom, et chez Orange et SFR, marquant la fin de l'exclusivité Canal+.
| Satellite | ADSL/Fibre   | ADSL/Fibre       | ADSL/Fibre   | ADSL/Fibre    | ADSL/Fibre | Câble        |
| --------- | ------------ | ---------------- | ------------ | ------------- | ---------- | ------------ |
| Canal+    | Freebox TV   | Bouygues Telecom | SFR          | Orange        | Canal+     | SFR Câble    |
| 73 (HD)   | Indisponible | 56 (HD)          | Indisponible | Prochainement | 73 (HD)    | Indisponible |